# Pfeifen, Betten, Turteltauben
Pfeifen, Betten, Turteltauben (Originaltitel: Dýmky [= Pfeifen]) ist ein tschechoslowakisch-österreichischer Spielfilm aus dem Jahr 1966 von Regisseur Vojtěch Jasný, der auch das Drehbuch verfasst hat. Die Handlung basiert auf Erzählungen des russischen Schriftstellers Ilja Ehrenburg aus dem Erzählungsband 13 Pfeifen (1923). Die Hauptrollen sind mit Walter Giller, Gitte Hænning, Jana Brejchová und Richard Münch besetzt. In der Bundesrepublik Deutschland kam der Streifen das erste Mal am 30. August 1966 in die Kinos.

## Handlung

### Episode I
Dieser Teil befasst sich mit der Zeit des Stummfilms.
George Randy, ein miserabler Schauspieler, erhält zusammen mit seiner Frau Mary unerwartet die Hauptrollen in einem der so genannten „Großfilme“. Voller Stolz kauft er sich eine Pfeife. Weil er aber schon während der Dreharbeiten übertrieben in seiner Rolle aufgeht, sodass er ständig das Spiel mit der Wirklichkeit verwechselt, erschießt er später tatsächlich seinen Film-Nebenbuhler, der sich seiner Frau nähern will. Die sich anschließende Gerichtsverhandlung und seine Hinrichtung auf dem elektrischen Stuhl nimmt Randy gelassen als Filmaufnahme hin.

### Episode II
Der englische Lord Edward ist passionierter Pfeifenraucher. Selbst die Hochzeitsnacht verbringt er mit dem Anrauchen seiner neuen Straight Grain. Er hätte auch nichts dagegen, wenn sich seine junge Frau in Zukunft für das Bett einen standesgemäßen Ersatz suchen würde. Aber der von ihm vorgesehene adlige Gast zeigt auch nur für Pfeifen Interesse, sodass die Lady sich schrecklich daneben benimmt und das Gartenhäuschen mit dessen Hundewärter aufsucht.

### Episode III
Die dritte Episode ist als Persiflage auf den deutschen bzw. österreichischen Heimatfilm der 1950er Jahre angelegt.
Als ihr Mann in den Krieg gezogen ist, tröstet sich die blonde Frau eines Alpenförsters mit dem Italiener Marcello, dem sie schließlich auch die daheim gebliebene lange Porzellanpfeife stopft. Überraschend kommt der Förster auf Urlaub. Um das verqualmte Zimmer zu erklären, steckt sie – während Marcello durch das Fenster entweicht – die brennende Pfeife dem holzgeschnitzten Sankt Hubertus in den Mund. Und der deckt den Ehebruch durch ein Mirakel: der zunächst noch misstrauische Förster muss sich davon überzeugen, dass sein Schutzpatron tatsächlich fröhlich Tabakwölkchen von sich bläst!

## Kritik
Der Evangelische Filmbeobachter urteilte: „Der Versuch des tschechischen Regisseurs Jasny, die Schwächen der literarischen Vorlage durch Bildaufwand und Parodie bestimmter Filmgattungen auszugleichen, muß als mißlungen bezeichnet werden. Für Erwachsene ohne jede Empfehlung.“ Auch das Lexikon des internationalen Films hat keine besonders gute Meinung von dem Streifen. Es zieht folgendes Fazit: „Konventionell inszenierter Unterhaltungsfilm mit unsicheren Pointen und groben erotischen Szenen.“